# 竹内修一
竹内 修一（たけうち しゅういち、1962年7月22日 - ）は、日本の実業家。元株式会社パン・パシフィック・インターナショナルホールディングス執行役員、ユニー株式会社取締役執行役員 元株式会社サークルKサンクス（現ファミリーマート）代表取締役社長。

## 人物・経歴
愛知県名古屋市出身。1985年愛知工業大学工学部卒業。1991年サークルケイ・ジャパン株式会社（現ファミリーマート）入社。営業畑で加盟店の指導などを長く担当し、2004年営業企画室長。2010年第五地域本部長。2011年執行役員第五地域本部長。2012年取締役営業本部長。2013年からサークルKサンクス代表取締役社長を務め、ファミリーマートとの経営統合にあたった。2016年9月、サークルKサンクスは消滅した為社長を退任。2020年7月、株式会社パン・パシフィック・インターナショナルホールディングス執行役員に就任
2022年9月末をもって株式会社パン・パシフィック・インターナショナルホールディングス執行役員及びユニー株式会社取締役執行役員退任